# Roslyn River
Roslyn River är ett vattendrag i Kanada.   Det ligger i provinsen Ontario, i den sydöstra delen av landet, 1 000 km väster om huvudstaden Ottawa.
I omgivningarna runt Roslyn River växer i huvudsak blandskog. Trakten runt Roslyn River är nära nog obefolkad, med mindre än två invånare per kvadratkilometer.